# 青白江东站
青白江东站，位于中华人民共和国四川省成都市青白江区，是西成客运专线和川青铁路上的铁路车站，于2014年12月20日启用营运，成都铁路局管辖。

## 車站周邊
- 青白江区综合客运枢纽站

## 歷史
- 2014年12月20日通车启用。

## 外部連結
- 中国铁路客户服务中心（页面存档备份，存于）